# Ноймайер, Джон
Джон Нойма́йер (англ. John Neumeier; род. 24 февраля 1939, Милуоки, Висконсин) — американский танцовщик и балетмейстер, работающий преимущественно в Германии. Глава Гамбургского балета в 1973—2024 годах и Гамбургской балетной школы с 1978 года.

## Биография
Родился в Милуоки (штат Висконсин, США), где начал учиться классическому танцу в колледже университета Маркетта под руководством Шейлы Рейли. В 1961 году окончил университет со степенью бакалавра по английской литературе и театроведению. Будучи студентом, уже ставил свои первые хореографические работы на сцене университетского театра; параллельно учился в балетной школе Бентли Стоуна и Уолтера Камрина в Чикаго и осваивал технику танца модерн, выступая в составе труппы Сибил Ширер. По окончании университета продолжил своё хореографическое образование в Королевском балете Дании в Копенгагене, где занимался под руководством Веры Волковой. В 1962—1963 годах работал в школе Королевского балета в Лондоне, где на него обратили внимание прима-балерина Штутгартского балета Марсия Хайде и бывший премьер этой труппы Рей Барра. В 1963 году Ноймайер, по рекомендации Хайде, был приглашён в балетную труппу Штутгарта её арт-директором Джоном Кранко. В Штутгарте танцевал сольные партии в балетах Кранко и продолжал свои хореографические опыты. С 1969 по 1973 год возглавлял Франкфуртский балет (Франкфурт-на-Майне), где в 1971 году привлёк внимание театрального мира своими оригинальными интерпретациями балетов «Щелкунчик» и «Ромео и Джульетта». В 1973 году приглашён на позицию директора и главного балетмейстера Гамбургского балета. Под руководством Ноймайера гамбургская труппа стала одной из лидирующих балетных компаний Германии и вскоре получила международное признание. В 1975 году основал Фестиваль Гамбургского балета, традиционно завершающийся концертом «Нижинский-гала», в котором принимают участие звёзды мирового балета. Каждый такой концерт посвящён определённой теме из истории танца или какому-либо артисту.

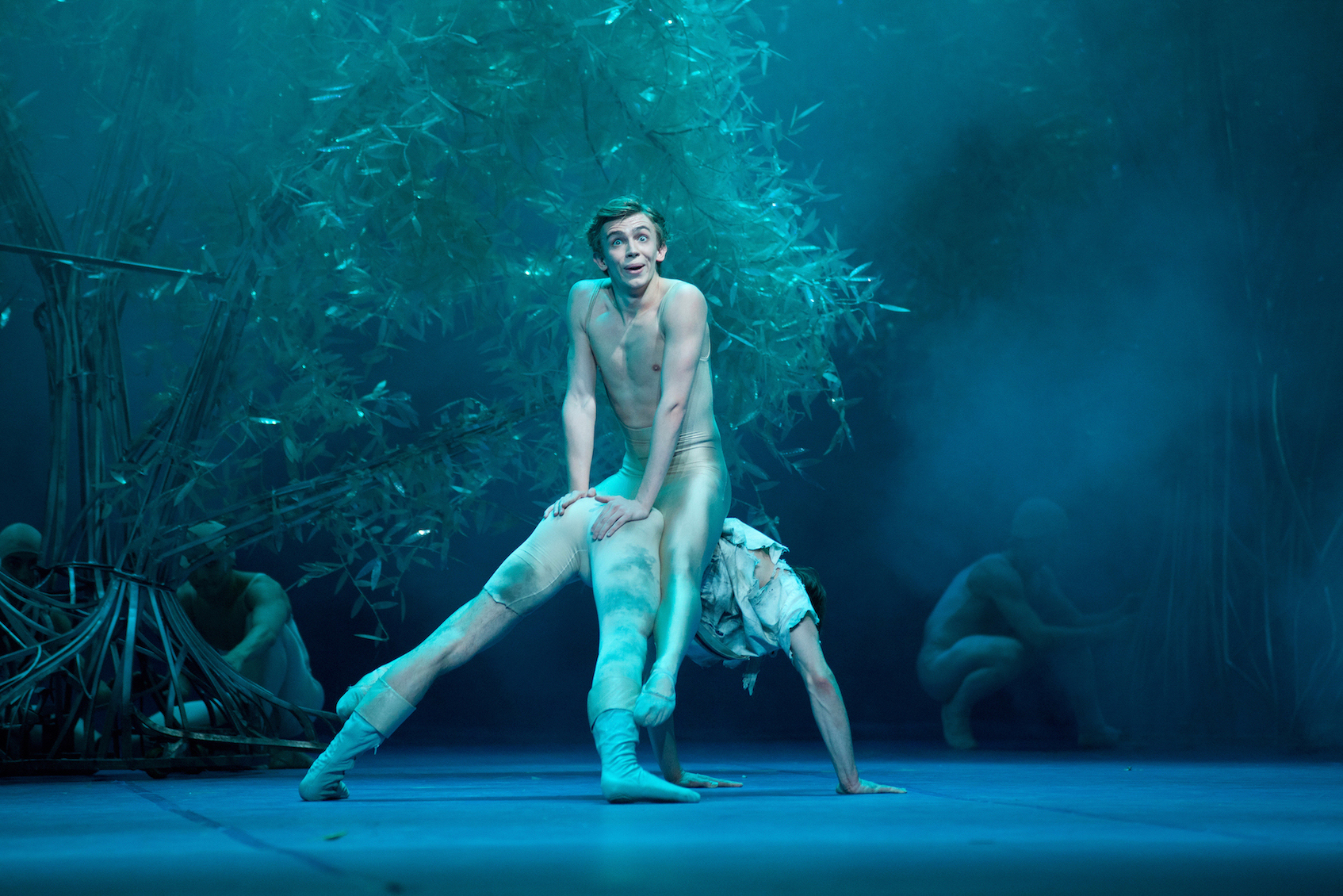
Патрик Вальцак (Пак) и Ярослав Заниевич (Лизандр) в балете Джона Ноймайера «Сон в летнюю ночь»

В качестве приглашённого хореографа работал с труппами Королевского балета в Лондоне, Венской, Баварской и Дрезденовской государственных опер, Штутгартcкого балета, Датского королевского балета, Парижской оперы, Балета Токио, Американского театра балета, Балета Сан-Франциско, Балета Джоффри, Бостонского балета, Национального балета Канады, Мариинского театра, Большого театра, Московского музыкального театра им. К. С. Станиславского и Вл. И. Немировича-Данченко, Китайского национального балета в Пекине и др.
Автор более двухсот хореографических произведений. Основным направлением его творчества являются полнометражные сюжетные драматические балеты, выявляющие тесную связь хореографа с мировой литературной традицией: «Дама с камелиями» по роману Дюма-сына, «Чайка» по А. П. Чехову, «Смерть в Венеции» по Т. Манна, «Трамвай „Желание“» по Т. Уильямсу, «Анна Каренина» по Л. Н. Толстому, балеты по шести пьесам У. Шекспира («Ромео и Джульетта», «Гамлет», «Сон в летнюю ночь», «Отелло», «Двенадцатая ночь», «Как вам это понравится») и др. Новаторским ответвлением становятся его симфонические балеты на музыку Г. Малера и танцевальные «мессы» и оратории на музыку И-С. Баха, В. А. Моцарта, Г. Ф. Генделя.
В 1978 году открыл хореографическую школу при Гамбургском балете. В 1989 году школа и труппа Ноймайера получают собственное здание «Центр балета» (Ballettzentrum) от муниципалитета Гамбурга, которое включает интернат на 30 учащихся и девять репетиционных студий. В настоящее время более 80 % танцовщиков Гамбургского балета являются выпускниками этой школы.
В феврале 2006 года учредил специальный фонд для сохранения своего творческого наследия и юридического закрепления за Гамбургом всех прав на свою уникальную коллекцию экспонатов по теме балета, в которой объекты искусства дополнены архивом и библиотекой. Особое место в коллекции занимают экспонаты, связанные с «Русскими балетами» Дягилева и конкретно с Вацлавом Нижинским (включая крупнейшее собрание рисунков артиста).
В 2011 году основал Национальный молодёжный балет Германии на базе Гамбургской балетной школы. Восемь артистов этой молодёжной труппы выступают за пределами основной площадки Гамбургского балета на сцене Государственной оперы Гамбурга.
В 1992 году судил в составе первого жюри международной премии «Бенуа танца», в 2002 и 2012 годах был сопредседателем жюри (вместе с Юрием Григоровичем). В 2001 и 2008 году председательствовал в жюри балетного конкурса «Приз Лозанны».
В 2018 году пригласил Ольгу Смирнову и Артёма Овчаренко — приму-балерину и премьера Большого театра — в качестве приглашённых артистов его труппы.
В последние годы уделяет много внимание подготовке смены молодых хореографов. В 2019 году ведущие солисты его труппы Марк Жюбет, Алеш Мартинес и Эдвин Ревазов подготовили вечер одноактных балетов «Шекспир — Сонеты».
В 2024 году покинул пост художественного руководителя Гамбургской государственной оперы, который он занимал 51 год. Его место занял Демис Вольпи.

## Роли
Исполнял главную партию Иисуса Христа в собственном балете «Страсти по Матфею» на музыку И.-С.Баха с премьеры в 1981 году и до 2005 года.
В 1984 г. Морис Бежар восстановил свой балет «Стулья» на музыку Р. Вагнера (по мотивам пьесы Э. Ионеско) для Джона Ноймайера и Марсии Хайде. Спектакль вошёл в репертуар Штутгартского балета и неоднократно вывозился на гастроли.

## Постановки
| Список постановок Джона Ноймайера в хронологическом порядке | Список постановок Джона Ноймайера в хронологическом порядке                          | Список постановок Джона Ноймайера в хронологическом порядке                                                           | Список постановок Джона Ноймайера в хронологическом порядке | Список постановок Джона Ноймайера в хронологическом порядке                              | Список постановок Джона Ноймайера в хронологическом порядке                                                                          |
| Год                                                         | Премьера                                                                             | Название балета | Композитор | Декорации / костюмы                                                                      | Труппа |
| ----------------------------------------------------------- | ------------------------------------------------------------------------------------ | --- | --- | ---------------------------------------------------------------------------------------- | --- |
| 1960                                                        | 13 мая, Милуоки, Teatro Maria                                                        | Гончая небес (англ. The Hound of Heaven)                                                                              | Сергей Прокофьев |                                                                                          | артисты Университета Маркетта |
| 1961                                                        | 14 мая, Милуоки, Teatro Maria                                                        | Ludus Coventriae | сборная музыка |                                                                                          | артисты Университета Маркетта |
| 1966                                                        | 10 июля, Штутгарт, Государственный театр Штутгарта                                   | Ария да капо (Aria da Capo)                                                                                           | Франсис Пуленк |                                                                                          | Штутгартский балет |
| 1966                                                        | 18 декабря, Штутгарт, Государственный театр Штутгарта                                | Хайку (нем. Haiku) | Клод Дебюсси | Дж. Ноймайер                                                                             | Штутгартский балет |
| 1967                                                        | 17 декабря, Штутгарт, Государственный театр Штутгарта                                | Песни невинности и опыта (нем. Von Unschuld und Erfahrung)                                                            | Артюр Онеггер |                                                                                          | Штутгартский балет |
| 1967                                                        | 18 декабря, Штутгарт, Государственный театр Штутгарта (малая сцена)                  | Единственное приключение принцессы (нем. Der Prinzessin einziges Abenteuer)                                           | Мауро Джулиани |                                                                                          | Штутгартский балет |
| 1968                                                        | 16 мая, Шветцинген, Театр Шветцингенского дворца                                     | Своими дорогами (англ. Separate Journeys)                                                                             | Сэмюэл Барбер | Дж. Ноймайер                                                                             | Штутгартский балет |
| 1968                                                        | 28 декабря, Монте-Карло, Опера Монте-Карло                                           | Stages and Reflections (англ. Stages and Reflections)                                                                 | Бенджамин Бриттен |                                                                                          | Балет Харкнесс |
| 1969                                                        | 26 ноября, Лондон, театр Сэдлерс-Уэллс                                               | Границы (англ. Frontier)                                                                                              | Артур Блисс (Квинтет для габоя и струнных) |                                                                                          | Балет Шотландского театра |
| 1970                                                        | 16 марта, Франкфурт-на-Майне, Франкфуртский оперный и драматический театр            | Бранденбург-3 (нем. Brandenburg 3)                                                                                    | И. С. Бах, аранжировка — Уолтер Карлос |                                                                                          | Франкфуртский балет |
| 1970                                                        | 16 марта, Франкфурт-на-Майне, Франкфуртский оперный и драматический театр            | Жар-птица (нем. Der Feuervogel)                                                                                       | Игорь Стравинский |                                                                                          | Франкфуртский балет |
| 1970                                                        | 7 октября, Франкфурт-на-Майне, Франкфуртский оперный и драматический театр           | Рондо (нем. Rondo) | Уильям Корниш, Jan Bark/Folke Rabe, Густав Малер, Ян В. Мортенсон, Simon and Garfunkel                                                                          |                                                                                          | Франкфуртский балет |
| 1971                                                        | 14 февраля, Франкфурт-на-Майне, Франкфуртский оперный и драматический театр          | Ромео и Джульетта (нем. Romeo und Julia)                                                                              | Сергей Прокофьев | Юрген Розе                                                                               | Франкфуртский балет |
| 1971                                                        | 9 марта, Париж, Les Halles                                                           | Парад (нем. Parade)                                                                                                   | Эрик Сати |                                                                                          | Франкфуртский балет |
| 1971                                                        | 21 октября, Франкфурт-на-Майне, Франкфуртский оперный и драматический театр          | Щелкунчик (нем. Der Nussknacker)                                                                                      | П. И. Чайковский | Юрген Розе                                                                               | Франкфуртский балет |
| 1972                                                        | 2 января, Франкфурт-на-Майне, Франкфуртский оперный и драматический театр            | Поцелуй феи (нем. Der Kuss der Fee)                                                                                   | Игорь Стравинский |                                                                                          | Франкфуртский балет |
| 1972                                                        | 2 января, Франкфурт-на-Майне, Франкфуртский оперный и драматический театр            | Дафнис и Хлоя (нем. Daphnis und Chloe)                                                                                | Морис Равель | Юрген Розе                                                                               | Франкфуртский балет |
| 1972                                                        | 3 мая, Франкфурт-на-Майне, Франкфуртский оперный и драматический театр               | Сумерки (нем. Dämmern)                                                                                                | А. Н. Скрябин | Юрген Розе                                                                               | Франкфуртский балет |
| 1972                                                        | 3 мая, Франкфурт-на-Майне, Франкфуртский оперный и драматический театр               | В пути (нем. Unterwegs)                                                                                               | М. П. Мусоргский, аранжировка — Кит Эмерсон, Карл Палмер и Грег Лейк.                                                                                           |                                                                                          | Франкфуртский балет |
| 1972                                                        | 25 ноября, Франкфурт-на-Майне, Франкфуртский оперный и драматический театр           | Дон Жуан (нем. Don Juan)                                                                                              | Кристоф Глюк, Томас Луис де Виктория |                                                                                          | Франкфуртский балет |
| 1972                                                        | 25 ноября, Франкфурт-на-Майне, Франкфуртский оперный и драматический театр           | Священная (Весна священная) (нем. Le sacre)                                                                           | Игорь Стравинский |                                                                                          | Франкфуртский балет |
| 1973                                                        | 10 мая, Париж, Театр де ла Вилль                                                     | Травма (нем. Trauma)                                                                                                  | Харальд Генцмер |                                                                                          | Ballet-Théâtre Contemporain |
| 1973                                                        | 9 сентября, Гамбург, Гамбургский оперный театр                                       | Желание (фр. Désir)                                                                                                   | А. Н. Скрябин (Пьесы, ор. 57: № 1 «Желание» («Desir»), № 2 «Танец ласки» («Caresse dansée»); Этюд op. 8 № 5 ми-мажор; Прелюдия и ноктюрн для левой руки, op.9)  |                                                                                          | Гамбургский балет |
| 1974                                                        | 12 мая, Гамбург, Гамбургский оперный театр                                           | Мейербер (нем. Meyerbeer-Schumann)                                                                                    | Джакомо Мейербер, Гюнтер Биалас | Марко Артуро Марелли / Сильвия Страхаммер                                                | Гамбургский балет |
| 1974                                                        | 12 мая, Гамбург, Гамбургский оперный театр                                           | Шуман (нем. Schumann)                                                                                                 | Роберт Шуман, Вильгельм Кильмайер | Марко Артуро Марелли / Сильвия Страхаммер                                                | Гамбургский балет |
| 1974                                                        | 12 мая, Гамбург, Гамбургский оперный театр                                           | Детские сцены (нем. Kinderszenen)                                                                                     | Роберт Шуман (Детские сцены, op. 15) | Сильвия Страхаммер                                                                       | Гамбургский балет |
| 1974                                                        | 6 июля, Штутгарт, Вюртембергский государственный театр                               | Ночь (4 часть Третьей симфонии Густава Малера) (нем. Nacht (später 4. Teil der »Dritten Sinfonie von Gustav Mahler«)) | Густав Малер |                                                                                          | Штутгартский балет |
| 1975                                                        | 8 февраля, Гамбург, Гамбургский оперный театр                                        | Тишина (нем. Die Stille)                                                                                              | Джордж Крам («Макрокосм. 12 фантастических пьес по Зодиаку», том 1, для приготовленного фортепиано)                                                             | Джон Ноймайер                                                                            | Гамбургский балет |
| 1975                                                        | 14 июня, Гамбург, Гамбургский оперный театр                                          | Третья симфония Малера (нем. Dritte Sinfonie von Gustav Mahler)                                                       | Густав Малер | —                                                                                        | Гамбургский балет |
| 1975                                                        | 8 июля, Нью-Йорк, New York State Theater                                             | Эпилог (Адажиетто) (нем. Epilogue)                                                                                    | Густав Малер |                                                                                          | Американский театр балета (поставлено для Натальи Макаровой и Эрика Бруна)                                                           |
| 1976                                                        | 6 января, Нью-Йорк, Театр «Урис»                                                     | Гамлет: подразумеваемое (англ. Hamlet Connotations)                                                                   | Аарон Копленд («Piano Variations», «Connotations for Orchestra» и избранное из «Piano Fantasy»)                                                                 | Тиони В. Олдридж                                                                         | Американский театр балета |
| 1976                                                        | 2 мая, Гамбург, Гамбургский оперный театр                                            | Иллюзии — как «Лебединое озеро» (нем. Illusionen - wie Schwanensee)                                                   | П. И. Чайковский | Юрген Розе                                                                               | Гамбургский балет |
| 1976                                                        | 9 мая, Гамбург, Гамбургский оперный театр                                            | Песни Рюккерта (нем. Rückert-Lieder)                                                                                  | Густав Малер | Джон Ноймайер                                                                            | Гамбургский балет |
| 1976                                                        | 14 мая, Шветцинген, Театр Шветцингенского дворца (Шветцингенский фестиваль)          | Вариации на тему «Петрушки» (нем. Petruschka-Variationen)                                                             | Игорь Стравинский (Три фрагмента из балета «Петрушка») |                                                                                          | Гамбургский балет |
| 1976                                                        | 28 ноября, Штутгарт, Вюртембергский государственный театр                            | Дело Гамлета (новая версия «Гамлета: подразумеваемое») (нем. Der Fall Hamlet (Neufassung von »Hamlet Connotations«))  | Аарон Копленд |                                                                                          | Штутгартский балет |
| 1977                                                        | 11 февраля, Вена, Венская государственная опера                                      | Легенда об Иосифе (нем. Josephs Legende)                                                                              | Рихард Штраус | Эрнст Фукс                                                                               | Балет Венской оперы |
| 1977                                                        | 31 марта, Лондон, Ковент Гарден                                                      | Четвёртая симфония Малера (нем. Vierte Sinfonie von Gustav Mahler)                                                    | Густав Малер | Марко Артуро Марелли                                                                     | Королевский балет |
| 1977                                                        | 10 июля, Гамбург, Гамбургский оперный театр                                          | Сон в летнюю ночь (нем. Ein Sommernachtstraum)                                                                        | Феликс Мендельсон, Дьёрдь Лигети | Юрген Розе                                                                               | Гамбургский балет |
| 1977                                                        | 17 июля, Гамбург, Гамбургский оперный театр                                          | Ариэль (нем. Ariel) — па-де-де                                                                                        | В. А. Моцарт (Фортепианный концерт № 21, до мажор (KV 467), часть II. Andante)                                                                                  | —                                                                                        | Гамбургский балет |
| 1977                                                        | 17 июля, Гамбург, Гамбургский оперный театр                                          | Танец для начала (нем. Tanz für den Anfang)                                                                           | Бенджамин Бриттен | —                                                                                        | Гамбургский балет |
| 1977                                                        | 17 июля, Гамбург, Гамбургский оперный театр                                          | Танец для закрытия (нем. Tanz für den Schluss)                                                                        | Ральф Воан-Уильямс | —                                                                                        | Гамбургский балет |
| 1977                                                        | 11 декабря, Гамбург, Гамбургский оперный театр                                       | Струнный квартет до мажор Франца Шуберта (нем. Streichquintett in C-Dur von Franz Schubert)                           | Франц Шуберт | Марко Артуро Марелли                                                                     | Гамбургский балет |
| 1978                                                        | 16 июля, Гамбург, Гамбургский оперный театр                                          | Спящая красавица (нем. Dornröschen)                                                                                   | П. И. Чайковский | Юрген Розе                                                                               | Гамбургский балет |
| 1978                                                        | 23 июля, Гамбург, Гамбургский оперный театрб на «Нижинский-гала IV»                  | Элегия (нем. Elegie)                                                                                                  | П. И. Чайковский | —                                                                                        | Гамбургский балет |
| 1978                                                        | 23 июля, Гамбург, Гамбургский оперный театрб на «Нижинский-гала IV»                  | Март и апофеоз (нем. Marsch und Apotheose)                                                                            | П. И. Чайковский | —                                                                                        | Гамбургский балет |
| 1978                                                        | 4 ноября, Штутгарт, Государственная опера Штутгарта                                  | Дама с камелиями (нем. Die Kameliendame)                                                                              | Фредерик Шопен | Юрген Розе                                                                               | Штутгартский балет |
| 1979                                                        | 18 июля, Гамбург, Гамбургский оперный театр                                          | Дон Кихот (нем. Don Quixote)                                                                                          | Рихард Штраус | Марко Артуро Марелли                                                                     | Гамбургский балет |
| 1979                                                        | 21 июля, Гамбург, Гамбургский оперный театр, «Нижинский-гала V»                      | Вацлав (нем. Vaslaw)                                                                                                  | И. С. Бах | —                                                                                        | Гамбургский балет |
| 1979                                                        | 21 июля, Гамбург, Гамбургский оперный театр, «Нижинский-гала V»                      | Апофеоз (нем. Apotheose)                                                                                              | Игорь Стравинский | —                                                                                        | Гамбургский балет |
| 1979                                                        | 22 декабря, Гамбург, Гамбургский оперный театр                                       | Songfest (Песенный праздник) (нем. Songfest)                                                                          | Леонард Бернстайн | Джон Ноймайер                                                                            | Гамбургский балет |
| 1979                                                        | 22 декабря, Гамбург, Гамбургский оперный театр                                       | Век тревог (нем. The Age of Anxiety)                                                                                  | Леонард Бернстайн | Джон Ноймайер                                                                            | Гамбургский балет |
| 1980                                                        | 4 марта, Брюссель, Концертный зал Forest National                                    | Любовь и печаль, весь мир и мечта (нем. Lieb' und Leid und Welt und Traum)                                            | Густав Малер (Симфония № 1, Симфония № 10) | Роджер Бернард / Жоэль Рустан                                                            | Труппа Мориса Бежара Балет XX века                                                                                                   |
| 1980                                                        | 4 марта, Брюссель, Концертный зал Forest National                                    | Herbst — Lenze | Густав Малер (Симфония № 10) | Джон Ноймайер                                                                            | Труппа Мориса Бежара Балет XX века                                                                                                   |
| 1980                                                        | 18 мая, Мюнхен, Баварская государственная опера                                      | Бах-сюита № 2 (нем. Bach Suite 2)                                                                                     | И. С. Бах | —                                                                                        | Балет Баварской государственной оперы                                                                                                |
| 1980                                                        | 13 ноября, Гамбург, Церковь Святого Михаила                                          | Эскизы к Страстям по Матфею (нем. Skizzen zur Matthäus-Passion)                                                       | И. С. Бах | Джон Ноймайер                                                                            | Гамбургский балет |
| 1981                                                        | 25 июня, Гамбург, Гамбургский оперный театр                                          | Страсти по Матфею (нем. Matthäus-Passion)                                                                             | И. С. Бах | Джон Ноймайер                                                                            | Гамбургский балет |
| 1981                                                        | 2 октября, Гамбург, Дом оперетты                                                     | Бах-сюита № 3 (нем. Bach Suite 3)                                                                                     | И. С. Бах | —                                                                                        | Гамбургский балет |
| 1981                                                        | 23 декабря, Гамбург, Гамбургский оперный театр                                       | Ромео и Джульетта (новая версия) (нем. Romeo und Julia (Neufassung))                                                  | Сергей Прокофьев | Джон Ноймайер                                                                            | Гамбургский балет |
| 1982                                                        | 6 июня, Гамбург, Гамбургский оперный театр                                           | Предшественники (нем. Vorläufer)                                                                                      | Стравинский (Симфония в трёх движениях) | Джон Ноймайер / Сильвия Страхаммер                                                       | Гамбургский балет |
| 1982                                                        | 17 июня, Гамбург, Гамбургский оперный театр                                          | Наша школа (нем. Unsere Schule)                                                                                       | Бенджамин Бриттен | —                                                                                        | Гамбургский балет |
| 1982                                                        | 26 июня, Гамбург, Гамбургский оперный театр, «Нижинский-гала VIII»                   | Гала-сюита (Игорь С.) (нем. Gala Suite (Igor S.))                                                                     | Игорь Стравинский (Сюиты № 1 и № 2 для малого оркестра, Поздравительная прелюдия)                                                                               | —                                                                                        | Гамбургский балет |
| 1982                                                        | 26 июня, Гамбург, Гамбургский оперный театр, «Нижинский-гала VIII»                   | Петрушка (нем. Petruschka)                                                                                            | Игорь Стравинский (Потешные сцены в четырёх картинах) | Задник по двум рисункам Вацлава Нижинского / Джон Ноймайер                               | Гамбургский балет |
| 1982                                                        | 12 декабря, Гамбург, Гамбургский оперный театр                                       | Сага о короле Артуре (нем. Artus-Sage)                                                                                | Ян Сибелиус, Х. В. Хенце и Стефан Микус | Джон Ноймайер / Сильвия Страхаммер                                                       | Гамбургский балет |
| 1982                                                        | 12 декабря, Гамбург, Гамбургский оперный театр                                       | Тристан (нем. Tristan)                                                                                                | Х. В. Хенце («Тристан, Прелюдии для фортепиано, магнитофонных лент и оркестра»)                                                                                 | Джон Ноймайер / Сильвия Страхаммер                                                       | Гамбургский балет |
| 1983                                                        | 6 января, Вена, Венская государственная опера                                        | Жар-птица (нем. Der Feuervogel)                                                                                       | Игорь Стравинский | Джон Ноймайер / Юрген Розе                                                               | Венский государственный балет |
| 1983                                                        | 23 июня, Гамбург, Гамбургский оперный театр                                          | Жизель (нем. Giselle)                                                                                                 | Адольф Адан | Яннис Коккос                                                                             | Гамбургский балет |
| 1983                                                        | 2 июля, Гамбург, Гамбургский оперный театр, «Нижинский-гала IX»                      | Песни дождя (нем. Regenlieder)                                                                                        | Иоганнес Брамс (Соната для скрипки и фортепиано № 1 соль мажор (соч. 78))                                                                                       | —                                                                                        | Гамбургский балет |
| 1983                                                        | 3 декабря, Гамбург, Гамбургский оперный театр                                        | Трамвай «Желание» (нем. Endstation Sehnsucht)                                                                         | Сергей Прокофьев, Альфред Шнитке | Джон Ноймайер                                                                            | Штутгартский балет |
| 1984                                                        | 8 января, Гамбург, Гамбургский оперный театр                                         | Моцарт 338 (нем. Mozart 338)                                                                                          | В. А. Моцарт (Симфония До мажор № 34, K.338) | — / Жиль Сандер                                                                          | Гамбургский балет |
| 1984                                                        | 25 мая, Гамбург, Гамбургский оперный театр                                           | Шестая симфония Малера (нем. Sechste Sinfonie von Gustav Mahler)                                                      | Густав Малер | —                                                                                        | Гамбургский балет |
| 1985                                                        | 27 января, Гамбург, театр Кампнагель Фабрик                                          | Отелло (нем. Othello)                                                                                                 | Арво Пярт, Альфред Шнитке, Нана Васконселос, Михаэль Преториус и др.                                                                                            | Джон Ноймайер                                                                            | Гамбургский балет |
| 1985                                                        | 13 июля, Гамбург, Гамбургский оперный театр                                          | Как вам это понравится (нем. Wie es euch gefällt)                                                                     | В. А. Моцарт | —                                                                                        | Гамбургский балет |
| 1985                                                        | 2 ноября, Копенгаген, Королевский театр Дании                                        | Гамлет (дат. Amleth)                                                                                                  | Майкл Типпетт (Симфония № 2, Дивертисмент на Селлинджерский хоровод, Тройной концерт, Симфония № 4)                                                             | Клаус Хелленштейн                                                                        | Гамбургский балет |
| 1985                                                        | 29 ноября, Гамбург, Гамбургский оперный театр                                        | Шекспировские любовники (нем. Shakespeares Liebespaare)                                                               | сборная музыка (фрагменты из балетов Джона Ноймайера и Джона Кранко)                                                                                            | Джон Ноймайер, Юрген Розе, Клаус Хелленштейн                                             | Гамбургский балет |
| 1986                                                        | 3 мая, Берлин, Немецкая опера                                                        | Единорог (нем. Einhorn)                                                                                               | Ханс-Вернер Хенце (Фантазия для струнных) | Джон Ноймайер                                                                            | Государственный балет Берлина |
| 1986                                                        | 3 сентября, Гамбург, театр Кампнагель Фабрик                                         | Давайте потанцуем (англ. Shall we dance?)                                                                             | Джордж Гершвин | Джон Ноймайер                                                                            | Гамбургский балет |
| 1986                                                        | 30 декабря, Штутгарт, Государственный театр Штутгарта                                | Fratres (Братья) (нем. Fratres)                                                                                       | Арво Пярт | Джон Ноймайер                                                                            | Штутгартский балет |
| 1987                                                        | 27 июля, Авиньон, Папский дворец, Авиньонский фестиваль                              | Магнификат (нем. Magnificat)                                                                                          | И. С. Бах | Джон Ноймайер                                                                            | Балет Парижской Оперы |
| 1988                                                        | 24 апреля, Гамбург, Гамбургский оперный театр                                        | Путешествие по временам года (нем. Eine Reise durch die Jahreszeiten)                                                 | Александр Глазунов | Робби Дуивеман                                                                           | учащиеся школы Гамбургского балета                                                                                                   |
| 1989                                                        | 22 января, Гамбург, Гамбургский оперный театр                                        | Пер Гюнт (нем. Peer Gynt)                                                                                             | Альфред Шнитке | Юрген Розе                                                                               | Гамбургский балет |
| 1989                                                        | 25 июня, Гамбург, Гамбургский оперный театр, «Нижинский-гала XV»                     | Призрак розы (фр. Le Spectre de la rose)                                                                              | Гектор Берлиоз | —                                                                                        | Гамбургский балет |
| 1989                                                        | 21 июля, Токио, Токио Бунка Кайкан                                                   | Семь хайку о луне (англ. Seven Haiku of the Moon)                                                                     | Арво Пярт, И. С. Бах, звучат хайку Мацуо Басё, Ёсы Бусона, Кобаяси Иссы, Масаоки Сики и Ямагути Содо                                                            | Джон Ноймайер / Юкико Ханаи                                                              | Токио балет |
| 1989                                                        | 10 декабря, Гамбург, Гамбургский оперный театр                                       | Солдатские песни (Волшебный рог мальчика) (нем. Des Knaben Wunderhorn)                                                | Густав Малер (Волшебный рог мальчика) | —                                                                                        | Гамбургский балет |
| 1989                                                        | 10 декабря, Гамбург, Гамбургский оперный театр                                       | Третья симфония Малера (нем. Fünfte Sinfonie von Gustav Mahler)                                                       | Густав Малер | —                                                                                        | Гамбургский балет |
| 1990                                                        | 21 января, Штутгарт, Государственный театр Штутгарта                                 | Медея (нем. Medea) | Бела Барток, Альфред Шнитке, И. С. Бах, Майкл Галассо |                                                                                          | Штутгартский балет |
| 1990                                                        | 20 апреля, Копенгаген, Королевский театр Дании                                       | Танцы ко дню рождения (англ. Birthday Dances)                                                                         | Леонард Бернстайн |                                                                                          | Датский королевский балет |
| 1991                                                        | 19 апреля, Гамбург, Гамбургский оперный театр                                        | Окно в Моцарта (нем. Fenster zu Mozart)                                                                               | В. А. Моцарт, Альфред Шнитке, Макс Регер, Людвиг ван Бетховен, Вольфганг фон Швайниц                                                                            | Клаус Хелленштейн                                                                        | Гамбургский балет |
| 1991                                                        | 28 апреля, Гамбург, Гамбургский оперный театр, «Нижинский-гала XVII»                 | Весна и осень (па-де-дё) (англ. Spring and Fall)                                                                      | Антонин Дворжак (Серенада для струнных ми мажор, op. 22) | Джон Ноймайер                                                                            | Гамбургский балет |
| 1991                                                        | 26 июля, Зальцбург, Концертный зал Фельзенрайтшуле, Зальцбургский фестиваль          | Реквием (нем. Requiem)                                                                                                | В. А. Моцарт («Реквием» Ре минор, K.626), Григорианское пение                                                                                                   | Джон Ноймайер                                                                            | Гамбургский балет |
| 1992                                                        | 15 мая, Гамбург, Гамбургский оперный театр                                           | История Золушки (англ. A Cinderella Story)                                                                            | Сергей Прокофьев (музыку балета «Золушка») | Юрген Розе                                                                               | Гамбургский балет |
| 1993                                                        | 24 февраля, Торонто, Центр О’Кифа                                                    | Теперь и тогда (англ. Now and Then)                                                                                   | Морис Равель (Концерт для фортепиано с оркестром соль мажор) | Зак Браун                                                                                | Национальный балет Канады |
| 1993                                                        | 27 июня, Гамбург, Гамбургский оперный театр, «Нижинский-гала XIX»                    | Серенада Бернстайна (нем. Bernstein Serenade)                                                                         | Леонард Бернстайн (Серенада для скрипки с оркестром по мотивам диалога Платона «Пир»)                                                                           | Петер Преллер, Джаспер Моррисон (мебельный реквизит) / Джон Ноймайер                     | Гамбургский балет |
| 1994                                                        | 16 января, Гамбург, Гамбургский оперный театр                                        | Секреты (англ. Secrets)                                                                                               | Морис Равель (Струнный квартет фа мажор) | Зак Браун                                                                                | Гамбургский балет |
| 1994                                                        | 16 января, Гамбург, Гамбургский оперный театр                                        | В печальном саду (англ. In the Blue Garden)                                                                           | Морис Равель («Моя Матушка-Гусыня») | Зак Браун                                                                                | Гамбургский балет |
| 1994                                                        | 5 июня, Гамбург, Гамбургский оперный театр                                           | Ундина (нем. Undine)                                                                                                  | Ханс Вернер Хенце | Яннис Коккос                                                                             | Гамбургский балет |
| 1994                                                        | 19 июня, Гамбург, Гамбургский оперный театр, «Нижинский-гала XX»                     | Павана па-де-дё (нем. Pavane (pas de deux))                                                                           | Морис Равель | —                                                                                        | Анна Поликарпова и Иван Лишка (Гамбургский балет)                                                                                    |
| 1994                                                        | 22 августа, Гамбург, Санкт-Петербург, Международный балетный конкурс «Майя-94»       | Кармен па-де-дё (нем. Carmen (pas de deux))                                                                           | Родион Щедрин (Кармен-сюита) | Джон Ноймайер                                                                            | Анна Поликарпова и Иван Лишка (Гамбургский балет)                                                                                    |
| 1994                                                        | 11 декабря, Гамбург, Гамбургский оперный театр                                       | Разрывы (нем. Zwischenräume)                                                                                          | Густав Малер («Девятая симфония») | Питер Шмидт                                                                              | Гамбургский балет |
| 1995                                                        | 21 мая, Гамбург, Гамбургский оперный театр, «Нижинский-гала XXI»                     | Herbst — Lenze | Густав Малер (Симфония № 10) | Джон Ноймайер                                                                            | Гамбургский балет |
| 1995                                                        | 20 ноября, Афины, Афинский концерт-холл «Мегарон»                                    | Одиссей (нем. Odyssee)                                                                                                | Георги Курупос | Джон Ноймайер                                                                            | Гамбургский балет |
| 1996                                                        | 17 мая, Гамбург, Гамбургский оперный театр                                           | Yondering | Стивен Фостер | Джон Ноймайер (костюмы)                                                                  | Учащиеся Школы Гамбургского балета                                                                                                   |
| 1996                                                        | 23 июня, Гамбург, Гамбургский оперный театр, «Нижинский-гала XXII»                   | Hello — па-де-дё | Георги Курупос |                                                                                          | Маргарет Иллманн и Ллойд Риггинс |
| 1996                                                        | 12 октября, Дрезден, Опера Земпера                                                   | Послеполуденный отдых фавна (нем. Der Nachmittag eines Fauns)                                                         | Клод Дебюсси |                                                                                          | Солисты Дрезденского балета |
| 1996                                                        | 20 декабря, Лозанна, Театр «Метрополь», Гала к 70-летию Мориса Бежара                | Опус 100 — для Мориса (англ. Opus 100 – For Maurice)                                                                  | Simon & Garfunkel |                                                                                          | Солисты Гамбургского балета Иван Лишка и Кевин Хайген                                                                                |
| 1996                                                        | 22 декабря, Гамбург, Гамбургский оперный театр                                       | ВИВАЛЬДИ, или Что пожелаете (нем. VIVALDI oder Was ihr wollt)                                                         | Антонио Вивальди | Hans-Martin Scholder (декорации), Christina Engstrand (костюмы)                          | Гамбургский балет |
| 1997                                                        | 31 марта, Мюнхен, Театр принца-регента Пасхальный концерт Баварского вещания         | Шехеразада I (нем. Scheherazade I)                                                                                    | Н. А. Римский-Корсаков |                                                                                          | Солисты Гамбургского балета Хезер Юргенсен и Иржи Бубеничек                                                                          |
| 1997                                                        | 4 мая, Гамбург, Гамбургский оперный театр                                            | Гамлет — новая версия (нем. Hamlet)                                                                                   | Майкл Типпетт (Симфония № 2, Дивертисмент на Селлинджерский хоровод, Тройной концерт, Симфония № 4)                                                             | Клаус Хелленштейн                                                                        | Гамбургский балет |
| 1997                                                        | 30 июня, Париж, Парижская национальная опера                                         | Сильвия (нем. Sylvia)                                                                                                 | Лео Делиб | Яннис Коккос                                                                             | Балет Парижской оперы |
| 1998                                                        | 14 апреля, Мюнхен, Театр принца-регента Пасхальный концерт Баварского вещания        | Шехеразада II (нем. Scheherazade II)                                                                                  | Н. А. Римский-Корсаков |                                                                                          | Солисты Гамбургского балета Анна Поликарпова и Ллойд Риггинс                                                                         |
| 1998                                                        | 14 июня, Гамбург, Гамбургский оперный театр                                          | Бернстайн-танцы (англ. Bernstein Dances)                                                                              | Леонард Бернстайн | Джон Ноймайер (декорации на основе фотографий Рейнхарта Вулфа), Джорджо Армани (костюмы) | Гамбургский балет |
| 1998                                                        | 28 июня, Гамбург, Гамбургский оперный театр, «Нижинский-гала XXIV»                   | Танцы ко дню рождения — новая весия (англ. Birthday Dances)                                                           | Леонард Бернстайн |                                                                                          | Гамбургский балет |
| 1998                                                        | 28 июня, Гамбург, Гамбургский оперный театр, «Нижинский-гала XXIV»                   | Последнее соло для Гамаля (нем. Ein letztes Solo für Gamal)                                                           | И. С. Бах (Соната № 3 соль минор для виолончели и клавира) |                                                                                          | Гамаль Гауда |
| 1998                                                        | 13 декабря, Гамбург, Гамбургский оперный театр                                       | Time after Time | Бела Барток (Музыка для струнных, ударных и челесты) | Hans-Martin Scholder                                                                     | Гамбургский балет |
| 1998                                                        | 13 декабря, Гамбург, Гамбургский оперный театр                                       | Ночные зарисовки (нем. Nachtskizzen)                                                                                  | Бела Барток (Танцевальная сюита) | Hans-Martin Scholder                                                                     | Гамбургский балет |
| 1998                                                        | 13 декабря, Гамбург, Гамбургский оперный театр                                       | Зимние дороги (нем. Winterwege)                                                                                       | Бела Барток (Концерт для оркестра) | Hans-Martin Scholder                                                                     | Гамбургский балет |
| 1998                                                        | 18 декабря, Копенгаген, Королевский театр Дании                                      | 1963: Yesterday | The Beatles |                                                                                          | Датский королевский балет |
| 1999                                                        | 1 января, Вена, Венская филармония                                                   | Штраус-вальс (нем. Strauß-Walzer)                                                                                     | Иоганн Штраус |                                                                                          | Балет Венской оперы |
| 1999                                                        | 5 апреля, Мюнхен, Театр принца-регента Пасхальный концерт Баварского вещания         | Шехеразада III (нем. Scheherazade III)                                                                                | Н. А. Римский-Корсаков |                                                                                          | Солисты Гамбургского балета Лаура Каццанига и Отто Бубеничек                                                                         |
| 1999                                                        | 27 октября, Нью-Йорк, театр City Center                                              | Сближаясь (англ. Getting Closer)                                                                                      | Нед Роррем (String Symphony) | Зак Браун (костюмы)                                                                      | Труппа Американского театра балета                                                                                                   |
| 1999                                                        | 28 ноября, Гамбург, Гамбургский оперный театр                                        | Мессия (нем. Messias)                                                                                                 | Георг Фридрих Гендель (оратория Мессия) | Джон Ноймайер (костюмы), Фердинанд Вегербауэр (декорации)                                | Гамбургский балет |
| 1999                                                        | 8 декабря, Лондон, Королевский театр Ковент-Гарден                                   | Lento — па-де-дё | Дмитрий Шостакович (Концерт для фортепиано с оркестром № 1) |                                                                                          | Балерина Королевского балета Дарси Басселл и премьер Гамбургского балета Отто Бубеничек                                              |
| 2000                                                        | 4 февраля, Токио, Gotanda Kani Hoken Hall                                            | Времена года — цвета времени (англ. Seasons – The Colors of Time)                                                     | Клод Дебюсси (аранжировка Исао Томита), Феликс Мендельсон, Франц Шуберт (аранжировка Ханса Цендера), Минору Мики, Джузеппе Верди, Антонио Вивальди, Дзёдзи Юаса | Джон Ноймайер (костюмы)                                                                  | Балет Токио |
| 2000                                                        | 2 июля, Гамбург, Гамбургский оперный театр                                           | Нижинский (нем. Nijinsky)                                                                                             | Фредерик Шопен, Роберт Шуман, Н. А. Римский-Корсаков, Дмитрий Шостакович                                                                                        | Джон Ноймайер (по оригинальным эскизам Л. Бакста и А. Бенуа)                             | Гамбургский балет |
| 2000                                                        | 10 декабря, Гамбург, Гамбургский оперный театр                                       | Жизель — новая постановка (нем. Giselle)                                                                              | Адольф Адан, Фридрих Бургмюллер | Яннис Коккос                                                                             | Гамбургский балет |
| 2001                                                        | 28 апреля, Санкт-Петербург, Мариинский театр                                         | Звуки пустых страниц                                                                                                  | Альфред Шнитке | Джон Ноймайер                                                                            | Труппа Мариинского театра |
| 2001                                                        | 1 июля, Гамбург, Гамбургский оперный театр                                           | Голос ночи (англ. Stimme der Nacht)                                                                                   | Бенджамин Бриттен (Серенада для тенора, валторны и струнных, Op. 31)                                                                                            | Джон Ноймайер                                                                            | Гамбургский балет |
| 2001                                                        | 16 декабря, Гамбург, Гамбургский оперный театр                                       | Зимний путь (нем. Winterreise)                                                                                        | Ханс Цендер, Франц Шуберт | Яннис Коккос                                                                             | Гамбургский балет |
| 2002                                                        | 16 июня, Гамбург, Гамбургский оперный театр                                          | Чайка (нем. Die Möwe)                                                                                                 | Дмитрий Шостакович, Эвелин Гленни, П. И. Чайковский, А. Н. Скрябин                                                                                              | Джон Ноймайер                                                                            | Гамбургский балет |
| 2003                                                        | 23 июня, Гамбург, Гамбургский оперный театр                                          | Préludes CV | Лера Ауэрбах | Джон Ноймайер                                                                            | Гамбургский балет |
| 2003                                                        | 7 декабря, Гамбург, Гамбургский оперный театр                                        | Смерть в Венеции (нем. Tod in Venedig)                                                                                | И. С. Бах, Рихард Вагнер | Джон Ноймайер и Питер Шмидт                                                              | Гамбургский балет |
| 2004                                                        | 12 апреля, Мюнхен, Театр принца-регента                                              | Для Элизабет (англ. For Elizabeth)                                                                                    | Антонин Дворжак |                                                                                          | Артисты Гамбургского балета Элизабет Лоскавио и Александр Рябко                                                                      |
| 2004                                                        | 12 апреля, Мюнхен, Театр принца-регента                                              | Венгерский танец № 5 (нем. Ungarischer Tanz Nr. 5)                                                                    | Иоганнес Брамс |                                                                                          | Артист Гамбургского балета Иван Урбан                                                                                                |
| 2004                                                        | 13 мая, Копенгаген, Королевский театр Дании, по случаю помолвки кронпринца Фредерика | Свадебный подарок (англ. A Wedding Gift)                                                                              | на музыку датской хип-хоп группы «Outlandish» |                                                                                          | Королевский Датский балет |
| 2005                                                        | 15 апреля, Копенгаген, Королевский театр Дании                                       | Русалочка (дат. Den lille havfrue)                                                                                    | Лера Ауэрбах | Джон Ноймайер                                                                            | Королевский Датский балет |
| 2005                                                        | 3 июля, Гамбург, Гамбургский оперный театр, «Нижинский-гала XXXI»                    | Valse lente — па-де-дё                                                                                                | Джордж Баланчин | Джон Ноймайер (костюмы)                                                                  | Солисты Гамбургского балета Хезер Юргенсен и Карстен Юнг                                                                             |
| 2005                                                        | 4 декабря, Гамбург, Гамбургский оперный театр                                        | Ноктюрны (нем. Nocturnes)                                                                                             | Фредерик Шопен | Джон Ноймайер                                                                            | Гамбургский балет |
| 2005                                                        | 4 декабря, Гамбург, Гамбургский оперный театр                                        | Ночная прогулка (нем. Nachtwanderung)                                                                                 | Густав Малер | Джон Ноймайер                                                                            | Гамбургский балет |
| 2006                                                        | 1 января, Вена, Венская филармония                                                   | Новая пиццикато-полька — па-де-труа (нем. Neue Pizzicato-Polka)                                                       | Иоганн Штраус |                                                                                          | Солисты Гамбургского балета Сильвия Аццони, Александр Рябко и Тьяго Бордин                                                           |
| 2006                                                        | 1 января, Вена, Венская филармония                                                   | Ты и ты — па-де-дё (нем. Du und du)                                                                                   | Иоганн Штраус |                                                                                          | Солисты Гамбургского балета Анна Поликарпова и Иван Урбан                                                                            |
| 2006                                                        | 24 ноября, Баден-Баден, Зал музыкальных фестивалей                                   | Парсифаль — Эпизоды и эхо (нем. Parzival – Episodes and Echo)                                                         | Джон Адамс, Арво Пярт и Рихард Вагнер | Джон Ноймайер                                                                            | Гамбургский балет |
| 2007                                                        | 1 июля, Гамбург, Гамбургский оперный театр                                           | Русалочка — новая версия (нем. Die kleine Meerjungfrau)                                                               | Лера Ауэрбах | Джон Ноймайер                                                                            | Гамбургский балет |
| 2007                                                        | 12 декабря, Вена, Театр ан дер Вин                                                   | Рождественская оратория I—III (нем. Weihnachtsoratorium I-III)                                                        | И. С. Бах | Джон Ноймайер (костюмы), Фердинанд Вегербауэр (декорации)                                | Гамбургский балет |
| 2008                                                        | 29 июня, Гамбург, Гамбургский оперный театр                                          | Verklungene Feste | Рихард Штраус, Франсуа Куперен (Op.86) | Альберт Краймлер (костюмы), Джон Ноймайер (декорации)                                    | Гамбургский балет |
| 2009                                                        | 28 июня, Гамбург, Гамбургский оперный театр                                          | Павильон Армиды (фр. Le Pavillon d'Armide)                                                                            | Н. Н. Черепнин | Джон Ноймайер                                                                            | Гамбургский балет |
| 2009                                                        | 12 июля, Гамбург, Гамбургский оперный театр, «Нижинский-гала XXXV»                   | 1909: Finale — па-де-дё                                                                                               | П. И. Чайковский (Симфония № 2 до минор, соч. 17 «Малороссийская», Часть 2)                                                                                     |                                                                                          | Солисты Гамбургского балета Анна Поликарпова и Карстен Юнг                                                                           |
| 2009                                                        | 6 декабря, Гамбург, Гамбургский оперный театр                                        | Орфей (нем. Orpheus)                                                                                                  | Игорь Стравинский, Генрих Игнац Франц фон Бибер, Питер Блегвад и Энди Партридж                                                                                  | Джон Ноймайер                                                                            | Гамбургский балет |
| 2010                                                        | 13 июня, Гамбург, Гамбургский оперный театр                                          | Времена года — цвета времени — полная версия (англ. Seasons – The Colors of Time)                                     | Клод Дебюсси (аранжировка Исао Томита), Феликс Мендельсон, Франц Шуберт (аранжировка Ханса Цендера), Минору Мики, Джузеппе Верди, Антонио Вивальди, Дзёдзи Юаса | Джон Ноймайер (костюмы)                                                                  | Гамбургский балет |
| 2011                                                        | 26 июня, Гамбург, Гамбургский оперный театр                                          | Чистилище (нем. Purgatorio)                                                                                           | песни Альмы Малер и музыка Симфонии № 10 Густава Малера | Джон Ноймайер                                                                            | Гамбургский балет |
| 2011                                                        | 4 декабря, Гамбург, Гамбургский оперный театр                                        | Лилиом по пьесе Ференца Мольнара (нем. Liliom)                                                                        | Мишель Легран | Джон Ноймайер (костюмы), Фердинанд Вегербауэр (декорации)                                | Гамбургский балет |
| 2013                                                        | 18 мая, Гамбург, Гамбургский оперный театр                                           | В полночь (нем. Um Mitternacht)                                                                                       | Густав Малер (Песни об умерших детях) | Джон Ноймайер (костюмы)                                                                  | Гамбургский балет |
| 2013                                                        | 8 декабря, Гамбург, Гамбургский оперный театр                                        | Рождественская оратория I—VI (нем. Weihnachtsoratorium I-VI)                                                          | И. С. Бах | Джон Ноймайер (костюмы), Фердинанд Вегербауэр (декорации)                                | Гамбургский балет |
| 2014                                                        | 29 июня, Гамбург, Гамбургский оперный театр                                          | Татьяна (нем. Tatjana)                                                                                                | Лера Ауэрбах | Джон Ноймайер                                                                            | Совместная постановка с Московским академическим музыкальным театром им. К. С. Станиславского и Вл. И. Немировича-Данченко.          |
| 2015                                                        | 24 февраля, Париж, Парижская национальная опера                                      | Песнь о земле (нем. Das Lied von der Erde)                                                                            | Густав Малер (Песнь о земле) | Джон Ноймайер                                                                            | Балет Парижской оперы |
| 2016                                                        | 6 декабря, Гамбург, Гамбургский оперный театр                                        | Дузе (нем. Duse) | Бенджамин Бриттен, Арво Пярт | Джон Ноймайер                                                                            | Алессандра Ферри и Гамбургский балет                                                                                                 |
| 2016                                                        | 3 июля, Гамбург, Гамбургский оперный театр                                           | Турангалила (нем. Turangalîla)                                                                                        | Оливье Мессиан | Генрих Трегер (декорации), Альберт Краймлер (костюмы)                                    | Гамбургский балет |
| 2017                                                        | 2 июля, Гамбург, Гамбургский оперный театр                                           | Анна Каренина (нем. Anna Karenina)                                                                                    | П. И. Чайковский, Альфред Шнитке, Кэт Стивенс (Юсуф Ислам) | Джон Ноймайер                                                                            | Анна Лаудере (Каренина), Эдвин Ревазов (Вронский) и другие артисты Гамбургского балета. 2018 — российская премьера в Большом театре. |
| 2017                                                        | 23 сентября, Чикаго, Лирическая опера Чикаго                                         | Орфей и Эвридика —opera фр. Orphée et Eurydice                                                                        | Кристоф Виллибальд Глюк | Джон Ноймайер                                                                            | Балет Джоффри |
| 2018                                                        | 24 июня, Гамбург, Гамбургский оперный театр                                          | Бетховен-проект (нем. Beethoven-Projekt)                                                                              | Людвиг ван Бетховен | Джон Ноймайер (костюмы), Генрих Трегер (декорации)                                       | Гамбургский балет |
| 2019                                                        | 1 декабря, Гамбург, Гамбургский оперный театр                                        | Стеклянный зверинец (нем. Die Glasmenagerie)                                                                          | Чарльз Айвз, Филип Глас, Нед Рорем и фрагменты музыкальных произведений, упомянутых в пьесе Тенесси Уильямса «Стеклянный зверинец»                              | Джон Ноймайер                                                                            | Алина Кожокару и артисты Гамбургского балета                                                                                         |

## Фильмография
- «Отелло»
- 1987 — «Дама с камелиями» (Die Kameliendame, Гамбургский балет)
- 1991 — «Легенда об Иосифе» (Josephs Legende, Гамбургский балет)
- 2001 — «Иллюзии как „Лебединое озеро“» (Illusions like «Swan Lake», Гамбургский балет)
- 2003 — «Смерть в Венеции» (Der Tod in Venedig, Гамбургский балет)
- 2005 — «Страсти по Матфею» (Matthäus-Passion, Гамбургский балет)
- 2006 — «Сильвия» (Парижская национальная опера)
- 2007 — «Мастерская балета Джона Ноймайера» (John Neumeiers Ballettwerkstatt, цикл программ немецкого телеканала NDR)
- 2008 — «Дама с камелиями» (La Dame aux Camelias, Парижская национальная опера)
- 2011 — «Русалочка» (Балет Сан-Франциско)

## Признание
- 1983 — премия журнала Dance Magazine[англ.]
- 1988 — Премия Дягилева, Deutscher Tanzpreis[англ.]
- 1988 — Кавалер ордена Данеброг (Дания)
- 1992 — Приз «Бенуа танца» (за балет «Окно в мир Моцарта»; первый получатель)
- 2003 — Кавалер ордена Почётного легиона (Франция)
- 2005 — Международная премия «Балтийская звезда»[16]
- 2006 — Почётный гражданин города Гамбурга
- 2007 — Премия Герберта фон Караяна[англ.]
- 2008 — Deutscher Tanzpreis[англ.]
- 2012 — Ордена Дружбы (14 октября 2012 года, Россия) — за большой вклад в укрепление дружбы и сотрудничества с Российской Федерацией, популяризацию и развитие русской культуры за рубежом[17]
- 2013 — Золотая медаль «За заслуги в культуре Gloria Artis» (Польша)
- 2015 — Премия Киото за пожизненные заслуги[18] (в размере 400 тыс. $)
- 2017 — Премия «Приза Лозанны» за пожизненные заслуги (первый получатель)
- 2021 — Медаль «Ingenio et Arti» (Дания)
- Erich Fromm Prize[англ.] (2017)

### Книги

#### Российские издания
- Левинсон А. Я. Старый и новый балет. Мастера балета. — СПб.: Планета музыки, 2008. — 560 с. — ISBN 9785811408429.
- Зозулина Н. Н. Джон Ноймайер в Петербурге. — СПб.: Алаборг, 2012. — ISBN 9785859021451.
- Зозулина Н. Н. Джон Ноймайер и его балеты. Вечное движение. - СПб.: АРБ им. А.Я.Вагановой, 2019. - 256 c. - ISBN 978-5-93010-143-0.
- Зозулина Н. Н. Джон Ноймайер. Рождение хореографа. - СПб.: АРБ им. А.Я.Вагановой, 2021. - 256 с. - ISBN 978-5-93010-182-9.

#### Зарубежные издания
- Horst Koegler. John Neumeier Unterwegs. — Darmstadt: Agora, 1972. — ISBN 9783870080297.
- John Neumeier. Traumwege. — Hamburg: Hans Christain, 1980. — ISBN 9783767206663.
- Holger Badekow. My Favourite Pictures for John. — Berlin/Vienna: Blackwell Wissenschaftsverlag, 1998. — ISBN 9783894124021.
- Silvia Poletti. John Neumeier. — L'Epos, 2004. — 256 с. — ISBN 9788883022395.
- Horst Koegler. John Neumeier: Bilder eines Lebens. Pictures from a Life. — EDEL, 2010. — ISBN 9783941378728.
- Jacqueline Thuilleux. John Neumeier. Trente ans de ballets à l'Opéra de Paris. — Gourcuff Gradenigo, 2010. — ISBN 9782353400898.

### Периодика
- Тарасов Б. Хореограф Джон Ноймайер: «Для меня важно все, что связано со Станиславским» // Новые известия : газета. — М., 2007. — № 1 февраля.
- Абаулин Д. Тригорин и Треплев стали балетмейстерами. Выдающийся хореограф Джон Ноймайер познакомит Москву со своей "Чайкой" // Российская газета : газета. — М., 2007. — № 7 марта.
- Шнуренко И. Джон Ноймайер: "Танец живет только в настоящем времени" // Деловой Петербург : газета. — СПб., 2009. — № 19 ноября.
- Володина Э. Джон Ноймайер: 40 лет во главе немецкого балета // Deutsche Welle : интернет-портал. — Берлин, 2009. — № 8 декабря.
- Зельбер Н. Джон Ноймайер – почётный гражданин Гамбурга // У нас в Гамбурге : журнал. — Гамбург, 2010. — № 5 июня.